# Robert Kautsky

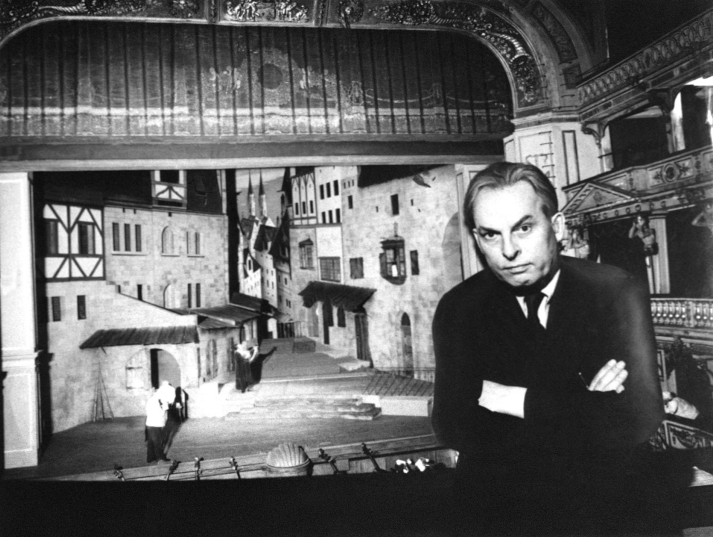
Robert Kautsky mit einem seiner Bühnenbilder für Die Meistersinger von Nürnberg, Wien 1949

Robert Kautsky (26. Oktober 1895 in Wien – 18. Juni 1963 in Leoben) war ein österreichischer Theatermaler, Bühnen- und Kostümbildner, der lange Jahre an der Wiener Staatsoper und bei den Salzburger Festspielen arbeitete.

## Leben und Werk
Kautsky stammt aus einer Theatermaler- und Schauspielerfamilie. Sein Großvater Johann Baptist Wenzel Kautsky (1827–1896) war Kunstmaler und Bühnenbildner in Prag, seine Großmutter war die Schauspielerin und Schriftstellerin Minna Kautsky (1837–1912). Sein Vater Hans Joseph Wilhelm Kautsky (1864–1937) war k.u.k. österreichischer und kgl. preußischer Hoftheatermaler in Wien und Berlin. Sein ältester Bruder Hans Kautsky (1891–1966) wurde ein berühmter Chemiker, sein zweiter Bruder Fritz wirkte als Geologe in Schweden. Sein Onkel war der sozialdemokratische Theoretiker Karl Kautsky (1854–1938), verheiratet mit Luise Kautsky.
Robert Kautsky absolvierte das Gymnasium in Wien und ging dann an die Akademie in Berlin-Charlottenburg. Nach Ende des Ersten Weltkrieges studierte er an der Akademie der bildenden Künste in Wien. 
Sein Großvater Johann Kautsky war ein hoch geachteter Bühnenmaler, der in den 1870er und 1880er Jahren zahlreiche Neuinszenierungen der Wiener Hofoper ausstattete. Beispielsweise entwarf er 1870 die Dekorationen für die Wiener Erstaufführung von Giacomo Meyerbeers Afrikanerin und gestaltete gemeinsam mit Carlo Brioschi und Hermann Burghart die Szenerie für zwei weitere bedeutende Wiener Erstaufführungen: 1874 von Giuseppe Verdis Aida und 1878 von Richard Wagners Siegfried. Die Bühnenbilder der Afrikanerin waren an der Wiener Oper noch bis 1903 zu sehen, die von Aida noch bis Dezember 1931. Der Enkelsohn stieg in die Fußstapfen seines Großvaters und arbeitete bereits 1920, im Alter von 25 Jahren, für die Wiener Staatsoper. Er verantwortete die „Decorative Ausstattung mit Benützung der italienischen Originalentwürfe“ für Puccinis komische Oper Gianni Schicchi. 1921 wurde er Vorstand des Malersaals der Wiener Staatsoper. Im selben Jahr ehelichte er Rosa Krupha. 1924 wurde er Mitglied der Kunstgemeinschaft Wien. 
Lange Jahre assistierte er dem legendären Bühnenbildner Alfred Roller und verantwortete mit ihm gemeinsam die Dekorationen für Feuersnot von Richard Strauss im März 1922. Im Dezember desselben Jahres hatte seine erste eigenständige Ausstattung Premiere, Humperdincks Märchenoper Hänsel und Gretel, inszeniert von Woldemar Runge und dirigiert von Richard Strauss. Mit dem Komponisten und Dirigenten verband ihn eine langjährige Zusammenarbeit, sowohl in Wien, wo Kautsky unter anderem Arabella, Ariadne auf Naxos und den Rosenkavalier ausstattete, als auch in Salzburg. So wie Strauss war Kautsky während aller Systemwechsel – von Erster Republik über Ständestaat und Hitler-Regime bis zur Zweiten Republik – durchgehend in Wien und Salzburg tätig. Wie weit er sich mit dem NS-Regime arrangierte, ist nicht bekannt.
Bei den Salzburger Festspielen debütierte er, wiederum gemeinsam mit Roller, im Jahr 1933 für eine weitere Richard-Strauss-Premiere, Die ägyptische Helena. Er arbeitete in Salzburg mit einer Reihe namhafter Dirigenten und Regisseure zusammen, zuletzt mit Oscar Fritz Schuh für eine neue Così fan tutte im Jahr 1947. Kautskys erfolgreichste Produktionen entstanden in den Nachkriegsjahren in den Ausweichquartieren der Staatsoper, in der Volksoper und am Theater an der Wien. Die Bühnenbilder für Beethovens Fidelio wurden in 145 Vorstellungen verwendet, die für Offenbachs Hoffmanns Erzählungen 216-mal. Beide Inszenierungen entstanden 1945, den Fidelio inszenierte Erich von Wymetal, die Offenbach-Oper Oscar Fritz Schuh. Seine Aida-Ausstattung aus dem Jahr 1946 erreichte 290 Aufführungen, die Neuinszenierung der Zauberflöte aus dem Jahr 1948 wurde 239-mal gezeigt, Der Rosenkavalier aus dem Jahr 1955 insgesamt 175-mal.
Als letzte Bühnenbilder an der Staatsoper sind im Archiv drei recht unterschiedliche Werke im Jahr 1960 verzeichnet: Andrea Chénier im Mai, Capriccio im Juni und Der Wildschütz im Oktober. Die Dekorationen von Capriccio blieben bis 1997 im Spielplan der Staatsoper, 33 Jahre nach seinem Tod.

## Bühnenbilder für die Salzburger Festspiele
- 1933: Die ägyptische Helena, Dirigent: Clemens Krauss, Inszenierung: Lothar Wallerstein (Bühnenbild gemeinsam mit Alfred Roller, auch 1934)
- 1935: Falstaff, Dirigent: Arturo Toscanini, Inszenierung: Guido Salvini (bis 1939)
- 1936: Orpheus und Eurydike, Dirigent: Bruno Walter, Inszenierung: Margarete Wallmann (auch 1937)
- 1936: Die Meistersinger von Nürnberg, Dirigent: Arturo Toscanini, Inszenierung: Herbert Graf (bis 1938)
- 1936: Der Corregidor, Dirigent: Bruno Walter, Inszenierung: Lothar Wallerstein
- 1938: Tannhäuser, Dirigent: Hans Knappertsbusch, Inszenierung: Max Hofmüller
- 1938: Don Giovanni, Dirigent: Karl Böhm, Inszenierung: Wolf Völker (auch 1939)
- 1939: Die Entführung aus dem Serail, Dirigent: Karl Böhm, Inszenierung: Wolf Völker
- 1941: Don Giovanni, Dirigent: Karl Böhm, Inszenierung: Walter Felsenstein
- 1942: Arabella, Dirigent: Clemens Krauss, Inszenierung: Rudolf Hartmann (auch 1943 und 1947)
- 1947: Così fan tutte, Dirigent: Josef Krips, Inszenierung: Oscar Fritz Schuh